# Ziracuaretiro
Ziracuaretiro är en kommun i Mexiko.   Den ligger i delstaten Michoacán de Ocampo, i den södra delen av landet, 290 km väster om huvudstaden Mexico City. Arean är 160 kvadratkilometer.
Terrängen i Ziracuaretiro är huvudsakligen kuperad, men österut är den bergig.
Följande samhällen finns i Ziracuaretiro:
- Patuán
- Caracha
- El Fresno
- Rancho Bonito
- El Copal
- Colonia 25 de Abril
- Ziraspén
- Los Naranjos